# شهر اقماری

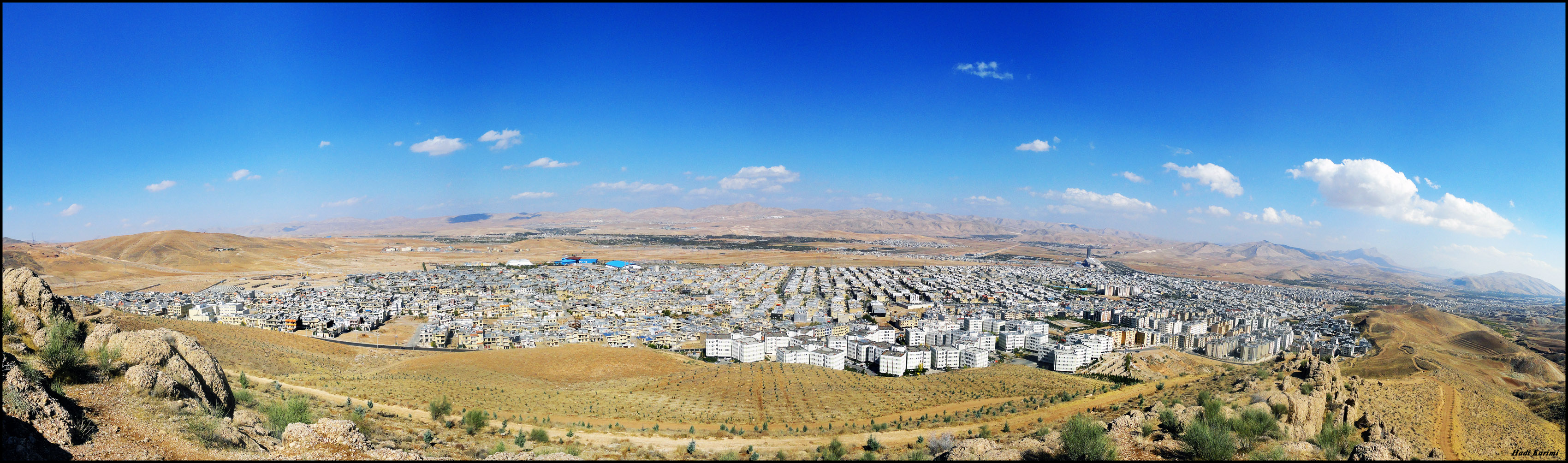
یک شهرک اقماری (شهرک گلستان در غرب شیراز)

شهر اَقماری به مناطق شهر کوچک که در اطراف شهرهای بزرگ و با هدف‌های گوناگون از جمله تمرکز زدایی احداث گردیده‌اند یا وجود داشته‌اند شهرهای اقماری می‌گویند. مانند:
شهرک یزدانشهر (اصفهان) در نجف آباد یا کمالشهر در کلانشهر کرج یا شهرک گلستان (شیراز) یا شهرک گلستان (بهارستان) و شهر جدید بهارستان در حاشیه کلانشهر اصفهان حتی ممکن است برخی از شهرهای اقماری قدیمی تر از کلان‌شهر باشند مانند شهر ری در تهران بزرگ یا با رشد و گسترش کلان‌شهر به وجود آمده‌اند مانند کرج در تهران. یوکوهاما در ژاپن بزرگ‌ترین شهر اقماری توکیو و حتی جهان است.
به‌طور کلی اقماری به نقاط یا فعالیت‌های کوچکی گفته می‌شود که پیرامون یک نقطه یا فعالیت بزرگ‌تر و وابسته به آن در حال انجام است.
بیشتر شهروندان اینگونه شهرها در مادرشهر با فاصله کم‌کار می‌کنند.

## مثال

### ژاپن
یوکوهوما، توکیو

### ایران
- صدرا (فارس)، شیراز
- کرج، تهران
- اندیشه (شهریار)، تهران
- شاهین شهر، اصفهان
- بهارستان، اصفهان
- زرین شهر، اصفهان
- مجلسی (شهر)، اصفهان[۲]
- سپاهان شهر، اصفهان[۳]
- سهند، تبریز